# DB Services
Die DB Services GmbH ist ein Tochterunternehmen der Deutschen Bahn AG und angegliedert an das Vorstandsressort Infrastruktur. Die DB Services ist der Dienstleister für Immobilien, Industrie und Mobilität. Die Leistungen reichen vom infrastrukturellen Facilitymanagement im Bereich der Immobilien und der Industrie über das technische Facilitymanagement bis hin zur Fahrzeugreinigung und Bereitstellung.
Deutschlandweit ist das Unternehmen an 300 Standorten tätig.
DB Services gehört zu den größten FM-Anbietern in Deutschland und bewirtschaftet 175 Mio. m² Fläche.

## Geschichte
Die Geschichte der DB Services begann mit einem losen Unternehmensverbund. Dieser wurde im Laufe der Zeit immer weiter zusammengelegt und wird nun gesamthaft von der DB Services betreut.
- 1990: Gründung der Bahnreinigungsgesellschaften sowie Gründung der Anlagen und Haustechnik GmbH
- 1998: Umbenennung der Anlagen und Haustechnik GmbH in Anlagen und Haus Service GmbH
- 2002: Umbenennung Anlagen und Haus Service GmbH in DB Services Technische Dienste GmbH und Umbenennen der Bahnreinigungsgesellschaften in DB Services GmbH
- 2006: Verschmelzung der DB Services Technische Dienste GmbH mit DB Services GmbH zu DB Services in sechs regionale Gesellschaften
- 2012: Umbenennung in DB Services GmbH und Verschmelzung der sechs regionalen Gesellschaften auf die DB Services GmbH[1]